# Los mejores años de nuestra vida (álbum)
Los mejores Años de nuestra vida: Grandes Éxitos es el primer álbum recopilatorio y quinto en general de la cantante española Marta Sánchez. Fue editado en el 30 de abril del año 2001, es un CD doble, el primer CD contiene sus más grandes éxitos y el segundo incluye remezclas. El álbum tuvo un notable éxito en España llegando a ser Disco de Oro. El álbum entró en la lista AFYVE (Lista de Ventas Española)y en el Top 10.
La discográfica Universal ha distribuido a las emisoras de radio un sencillo en CD promocional (menos de 200 copias) con motivo del lanzamiento de "Los Mejores Años de Nuestra Vida - Grandes Éxitos".

## Lista de temas

### CD 1 - Grandes Éxitos
| #  | Título                                   | Compositor(es)                                                       | Duración |
| -- | ---------------------------------------- | -------------------------------------------------------------------- | -------- |
| 1  | Quiero más de ti                         | Carlos Toro/Alfons Weindorf/Bernd Meinunger                          | 3:26     |
| 2  | Desesperada                              | Steve Singer/Austin Roberts/Adapt. español Carlos Toro               | 3.46     |
| 3  | Arena y sol                              | C. De Walden/Max Di Carlo/Carlos Toro/Lori Barth                     | 3:15     |
| 4  | De mujer a mujer                         | Carlos Toro                                                          | 4:51     |
| 5  | Desconocida                              | Steve Deustch/Steve Singer/Mike Shepstone/C. De Walden/Carlos Toro   | 4:38     |
| 6  | Negro azabache                           | Wape/Sonnet/Adaptación al español Carlos Toro                        | 5:13     |
| 7  | Los mejores años de nuestra vida         | Maurizio Fabrizio/Guido Morra/Adapt. español Carlos Toro             | 4:24     |
| 8  | Vivo por ella (dueto con Andrea Bocelli) | Luis Gómez Escolar/V. Zelli/M. Mengali/G. Panceri                    | 4:24     |
| 9  | La belleza                               | Carlos Toro                                                          | 3:28     |
| 10 | Moja mi corazón (dueto con with Slash)   | Levin/Colli/Osorio                                                   | 4:55     |
| 11 | Lejos de aquella noche                   | Steve Singer/Warren Hum/Adapt. español Carlos Toro                   | 3:30     |
| 12 | Dime la verdad                           | C. De Walden/Max Di Carlo/Margaret Harris/Adapt. español Carlos Toro | 4:10     |
| 13 | Amén                                     | R. Stemmann/C. De Walden/Margaret Harris/Carlos Toro                 | 3:48     |
| 14 | Tal vez                                  | C. De Walden/R. Stemman/M. Shepstone/C. Copperfield/C. Toro          | 3:47     |
| 15 | Enamorada sin querer                     | Marta Sánchez                                                        | 3:56     |
| 16 | Y sin embargo te quiero                  | León/Quintero/Quiroga                                                | 4:32     |

### CD 2 - The Remixes
| #  | Título                                     | Compositor(es)                                                                                  | Duración |
| -- | ------------------------------------------ | ----------------------------------------------------------------------------------------------- | -------- |
| 1  | Desconocida (Bombay mix)                   | Steve Deustch/Steve Singer/Mike Shepstone/C. De Walden/Carlos Toro                              | 4:52     |
| 2  | Desconocida                                | Fun mix radio edit by Jean) (Steve Deustch/Steve Singer/Mike Shepstone/C. De Walden/Carlos Toro | 3:44     |
| 3  | Desconocida (Fun mix extended mix by Jean) | (Steve Deustch/Steve Singer/Mike Shepstone/C. De Walden/Carlos Toro                             | 5:13     |
| 4  | Desconocida (Lazy mix radio edit by Jean)  | Steve Deustch/Steve Singer/Mike Shepstone/C. De Walden/Carlos Toro                              | 3:38     |
| 5  | Desconocida (Latin mix)                    | Steve Deustch/Steve Singer/Mike Shepstone/C. De Walden/Elio Riso/Luis Callegari/Carlos Toro     | 3:52     |
| 6  | Perfect stranger                           | Steve Deustch/Steve Singer/Mike Shepstone/C. De Walden/Carlos Toro                              | 4:48     |
| 7  | Desperate lovers (Extended)                | Steve Singer/Austin Roberts                                                                     | 5:22     |
| 8  | Desesperada (Extended)                     | Steve Singer/Austin Roberts/Adaptación al español Carlos Toro                                   | 5:18     |
| 9  | Where the love never ends                  | Carlos Toro/English lyrics Margaret Harris                                                      | 4:50     |
| 10 | Quiero más de ti (LB classic mix)          | Carlos Toro/Alfons Weindorf / Bernd Meinunger                                                   | 5:48     |
| 11 | Quiero más de ti (Noryb siul big ben dub)  | Carlos Toro/Alfons Weindorf / Bernd Meinunger                                                   | 4:25     |
| 12 | Quiero más de ti (Sweet briz extended)     | Carlos Toro/Alfons Weindorf / Bernd Meinunger                                                   | 8:30     |
| 13 | Quiero más de ti (Sweet briz radio edit)   | Carlos Toro/Alfons Weindorf / Bernd Meinunger                                                   | 3:53     |

- Datos: Q5574366